# Cerdón

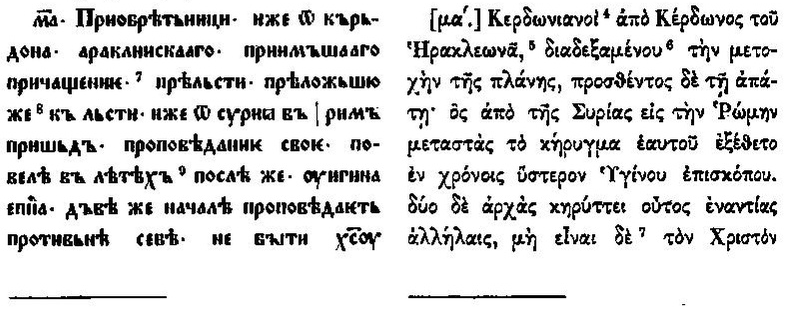
Adquirentes (kerdonianos) en el libro de Beneshevich V.N. Timonel eslavo antiguo de títulos XIV sin interpretación. San Petersburgo, 1907.T. 1.

Cerdón fue un gnóstico de la escuela de Siria, célebre más que por su originalidad en doctrina, por haber sido maestro de Marción. Vivió durante el pontificado del papa Higinio (138 - 140), tiempo en el cual hizo un viaje a Roma.
Fue natural de Siria si hemos de creer a san Epifanio de Chipre. Cerdón en un principio se hacía pasar por cristiano ortodoxo y en esta ficción propagaba en silencio sus especulaciones gnósticas entre los cristianos de Roma. Cuando fueron descubiertas sus enseñanzas se dio a la penitencia y se retractó. Pero en tal estado perseveró poco tiempo; mejor dicho, su conversión había sido simulada y se dio de nuevo a la difusión de su doctrina.

## Seguidores
Propiamente no hubo cerdonitas o cerdonianos, si bien Cerdón tuvo algunos discípulos y singularmente Marción. Es muy posible que las enseñanzas vertidas por Cerdón fueran al poco tiempo a refundirse en las enseñanzas de Marción.
Si bien algo difícil de precisar la doctrina de Cerdón está expuesta en estos principales puntos:
La ley mosaica y la ley cristiana son entre sí irreductibles. Esta es ley de amor, aquella ley de represalia. De aquí que el Dios del Antiguo Testamento sea distinto del Dios Padre de Jesucristo. Aquel fue un Dios justo, el segundo fue un Dios bueno. Aquel creó el universo, dictó y dio la ley a Moisés y se comunicó con los profetas. El Padre de Jesucristo envió al mundo a éste para destruir en los hombres la dureza del Creador del mundo y para hacer asequible el verdadero bien. Para ello Jesucristo tomó, no nuestra naturaleza, sino la sola apariencia de hombre. Jesucristo fue bueno, pero no sufrió como no nació de una virgen. La resurrección es de almas, no de cuerpos. La materia está debajo del Dios justo o malo, como dicen algunos interpretando el sentir de Cerdón y la materia es mala.